# ペニントン郡 (サウスダコタ州)

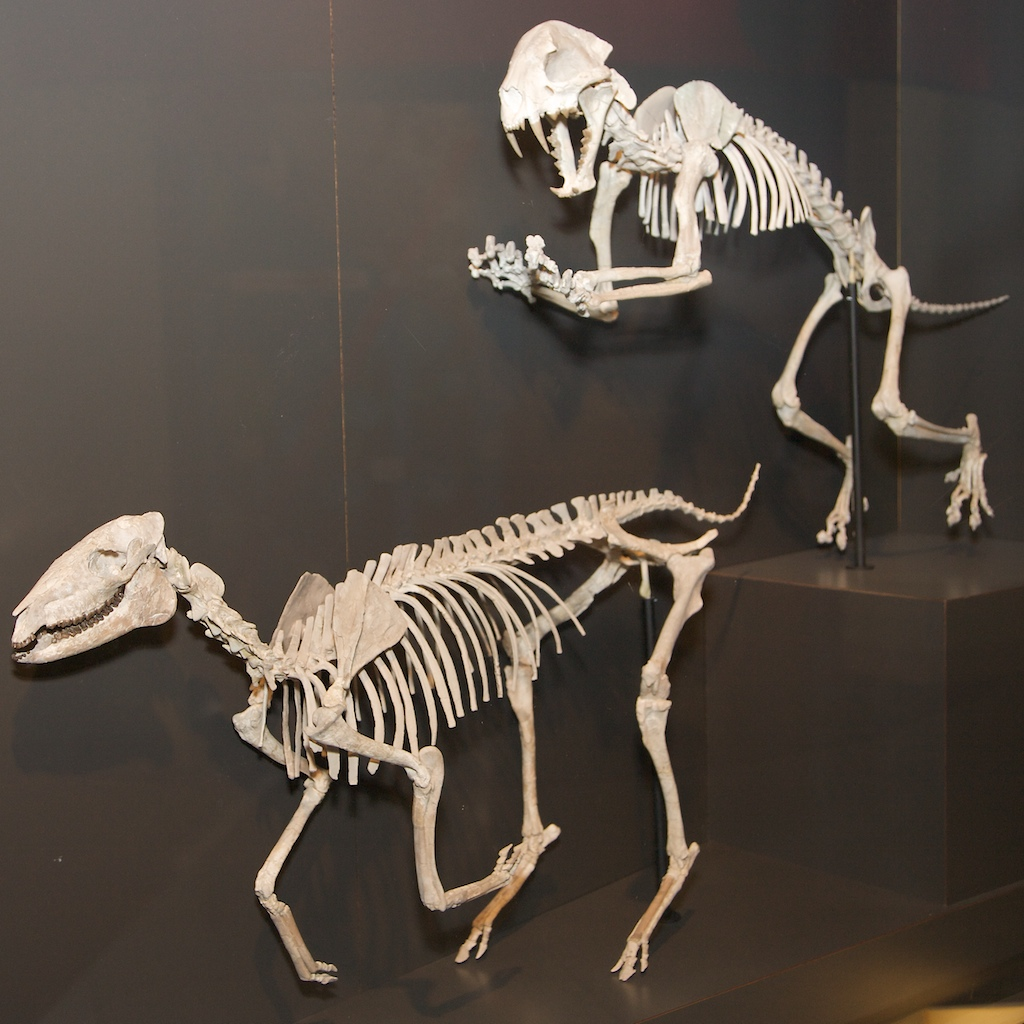
絶滅した馬メソヒパスの骨格、郡内で発見され、ヒューストン自然史博物館に収められている

ペニントン郡（英: Pennington County）は、アメリカ合衆国サウスダコタ州の北西部に位置する郡である。人口は10万9222人（2020年）で、州第2の郡である。郡庁所在地のラピッドシティはスーフォールズに次ぐ州第2の都市である。ペニントン郡はミード郡と共にラピッドシティ都市圏を構成している。郡内には、バッドランズ国立公園やラシュモア山国立記念公園がある。

## 歴史
ペニントン郡は第5代ダコタ準州知事ジョン・L・ペニントンに因んで名付けられた。ペニントンは郡が設立された1875年に郡内に事務所を構えていた。

## 地理
アメリカ合衆国国勢調査局に拠れば、郡域全面積は2,784平方マイル (7,211 km2)であり、このうち陸地は2,776平方マイル (7,190 km2)、水域は8平方マイル (21 km2)で水域率は0.29％である。ラシュモア山国立記念公園が郡内にある。サウスダコタ州内での最高地点であるハーニー峰もある。その標高は7,242フィート (2,208 m) であり、ロッキー山脈とフレンチ・アルプスの間では最高峰である。バッドランズ国立公園の部分も郡内にある。この公園は隣接するオグラララコタ郡やジャクソン郡にも広がっている。

### 主要高規格道路
| - 州間高速道路90号線 - アメリカ国道14号線 - アメリカ国道16号線 - アメリカ国道16A号線 - アメリカ国道385号線 | - サウスダコタ州道40号線 - サウスダコタ州道44号線 - サウスダコタ州道240号線 - サウスダコタ州道244号線 |

### 隣接する郡
- ミード郡 - 北
- ハーコン郡 - 北東
- ジャクソン郡 - 南東
- オグラララコタ郡 - 南
- カスター郡 - 南西
- ウェストン郡 (ワイオミング州) - 西
- ローレンス郡 - 北西

### 国立保護地域
- バッドランズ国立公園（部分）
- ブラックヒルズ国立の森（部分)
- バッファローギャップ国立草原
- ミニットマン・ミサイル国立歴史史跡（部分）
- ラシュモア山国立記念公園

## 人口動態
以下は2000年の国勢調査による人口統計データである。
| 基礎データ - 人口: 88,565人 - 世帯数: 34,641 世帯 - 家族数: 23,278 家族 - 人口密度: 12人/km2（32人/mi2） - 住居数: 37,249軒 - 住居密度: 5軒/km2（13軒/mi2） 人種別人口構成 - 白人: 86.70% - アフリカン・アメリカン: 0.85% - ネイティブ・アメリカン: 8.09% - アジア人: 0.88% - 太平洋諸島系: 0.06% - その他の人種: 0.68% - 混血: 2.74% - ヒスパニック・ラテン系: 2.64% 年齢別人口構成 - 18歳未満: 26.6% - 18-24歳: 10.5% - 25-44歳: 29.2% - 45-64歳: 21.9% - 65歳以上: 11.8% - 年齢の中央値:35歳 - 性比（女性100人あたり男性の人口） - 総人口: 98.3 - 18歳以上: 95.7 | 世帯と家族（対世帯数） - 18歳未満の子供がいる: 33.5% - 結婚・同居している夫婦:51.3% - 未婚・離婚・死別女性が世帯主: 11.7% - 非家族世帯: 32.8% - 単身世帯: 26.1% - 65歳以上の老人1人暮らし: 8.4% - 平均構成人数 - 世帯: 2.49人 - 家族: 3.00人 収入と家計 - 収入の中央値 - 世帯: 37,485米ドル - 家族: 44,796米ドル - 性別 - 男性: 30,608米ドル - 女性: 21,540米ドル - 人口1人あたり収入: 18,938米ドル - 貧困線以下 - 対人口: 11.5% - 対家族数: 8.6% - 18歳未満: 15.6% - 65歳以上: 6.5% |

## 遭難救助
ペニントン郡はラピッドシティに本拠を置くボランティアの遭難救助隊を持っている。1972年ラピッドシティ洪水を契機に1973年10月に設立された。車両救出、垂直救出、捜索、会話支援、消防、物資降下支援、溝救出、大量被災者支援および冬季救急搬送の訓練を行い、実際に活動している。

## 都市と町
都市名の後の数字は2010年国勢調査での人口を示す。
- アシュランドハイツ（CDP) - 754
- コロニアルパインヒルズ（CDP) - 2,493
- クレイトン
- グリーンバレー（CDP) - 928
- ヒルシティ市 - 948
- キーストーン町 - 337
- ニューアンダーウッド市 - 660
- オワンカ
- クイン町 - 54
- ラピッドシティ市 - 67,956 - 郡庁所在地
- ラピッドバレー（CDP) - 8,260
- ウォール町 - 766
- ワスタ町 - 80
- ウィックスビル

### 郡区
ペニントン郡は下記20の郡区に分けられている。
| - アッシュ - キャッスルビュート - シーダービュート - コナタ - クルックトクリード | - フェアビュー - フラットビュート - ヒューロン - インレイ - レイククリーク | - レイクフラット - レイクヒル - オワンカ - ペノ - クイン | - レイニークリーク・シャイアン - シーニック - シャイン - サニーサイド - ワスタ |

また下記7つの未編入領域がある。
- セントラルペニントン
- ダルゼルキャニオン
- イーストペニントン
- マウントラシュモア
- ノースイーストペニントン
- ラピッドシティイースト
- ウェストペニントン